# Capo Dežnëv
Capo Dežnëv (in russo  мыс Дежнёва?, mys Dežnëva; in  eschimo-aleutino Tugnehalha; in inupiaq Nuuġaq) è un promontorio situato nella penisola dei Ciukci, in Russia, appartenente al circondario autonomo della Čukotka (circondario federale dell'Estremo Oriente). Costituisce il punto più orientale del continente asiatico e quello più occidentale dello stretto di Bering. Dista 82 km da capo Principe di Galles in Alaska.

## Geografia
Capo Dežnëv è la punta orientale di un alto promontorio roccioso, una montagna dalla cima piatta alta 740 m e a picco sul mare, che misura circa 20 km da capo Uėlen a nord, fino a capo Pėėk a sud e che è collegato alla terraferma da una parte di terra bassa e pianeggiante costellata di lagune e laghi poco profondi. Questo fa sì che il promontorio da una certa distanza appaia come un'isola. A ovest di capo Uėlen, su una lingua di terra situata sulla laguna Uėlen, si trova l'omonimo villaggio (in russo: Уэлен) di circa 800 abitanti.

## Clima
Il clima artico della zona è aggravato dalla vicinanza del circolo polare artico. Per tutto l'anno l'aria artica è secca e fredda. Le basse temperature sono costanti in inverno e fa molto freddo. L'estate è breve. In inverno, le temperature possono raggiungere i −40 °C, in estate gli 8 °C.

## Fauna
Ci sono colonie di trichechi, foche, e numerose colonie d'uccelli. Nelle acque costiere sono presenti balene grigie e orche.

## Storia
Capo Dežnëv prende il nome dell'esploratore russo Semën Ivanovič Dežnëv, che nel 1648 fu il primo europeo a doppiare il promontorio più orientale dell'Asia ed a navigare attraverso lo stretto di Bering, scoprendo che l'Asia non era unita all'Alaska. La sua impresa fu dimenticata per quasi cent'anni ed a Vitus Bering fu in seguito attribuito il merito per la scoperta dello stretto che porta il suo nome. Prima dell'inizio del XVIII secolo, il promontorio era stato indicato come Čukotskij Nos (Чукотский Нос).
Nel 1778, il navigatore inglese James Cook lo mappò con il nome di capo Orientale (East Cape; мыс Восточный, mys Vostočnyj). Nel 1879, l'esploratore polare svedese Adolf Erik Nordenskiöld propose di chiamarlo con il nome dello scopritore: Dežnëv. Alla vigilia del 250º anniversario della sua scoperta, la proposta è stata accettata e, su richiesta della Società geografica russa (RGO), nel 1898 è stato rinominato capo Dežnëv.

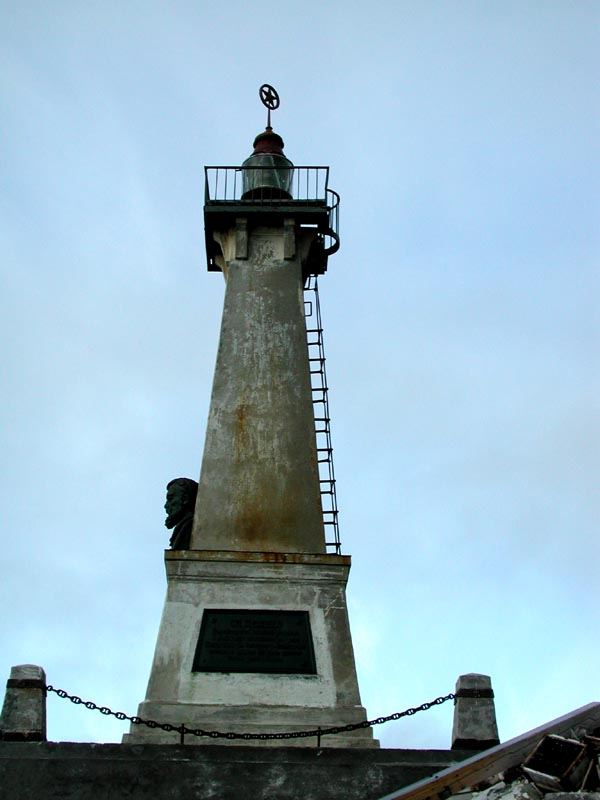
Monumento a Semën Dežnëv a capo Dežnëv

La penisola di capo Dežnëv è stato un centro per il commercio tra balenieri e commercianti di pellicce e i nativi yupik e ciukci della costa, tra il tardo XIX e l'inizio del XX secolo.